# Paul Portmann
Paul Portmann (* 1914; † unbekannt) war ein Schweizer Kunsthistoriker.

## Leben
Portmann promovierte 1956 an der Universität Zürich bei Gotthard Jedlicka mit einer Arbeit über Ferdinand Hodler. In seiner bekanntesten Schrift befasst er sich mit der Malerei von Meister Bertram (1963). Aber auch dem Spätbarock widmete er seine Forschung.

## Schriften (Auswahl)
- Kompositionsgesetze in der Malerei von Ferdinand Hodler. Nachgewiesen an den Figurengruppen von 1890–1918. Winterthur 1956 (= Diss. Zürich).
- Die Geburt Christi (Meister Bertram). Hallwag, Bern 1960; Parkland, Stuttgart um 1978, ISBN 3-88059-120-2.
- Die Kinderspiele (Pieter Bruegel). Hallwag, Bern 1961; Parkland, Stuttgart um 1980, ISBN 3-88059-176-8.
- Engel und Putten aus dem süddeutschen Spätbarock. Hallwag, Bern 1962; Parkland, Stuttgart um 1978, ISBN 3-88059-122-9.
- Meister Bertram. Rabe, Zürich 1963.
- Amerikanische Malerei. Grundzüge einer eigenständigen Entwicklung vom 18. bis zur Mitte des 20. Jahrhunderts. Rabe, Zürich 1977.